# イカ・モツラロ・タカウ
イカ・モツラロ・タカウ（Ika Motulalo Taku、1995年1月9日 - ）は、ラグビーユニオン選手。ジャパンラグビーリーグワンの清水建設江東ブルーシャークスに所属している。

## 略歴
トンガ出身。
2019年、流通経済大学卒業後、丸和運輸機関AZ-MOMOTARO'Sに加入。
2022年、セブンズ・デベロップメント・スコッドに選ばれた。同年、トンガサムライXVスコッドに選ばれ、チャリティゲームに出場した。
2023年、NECグリーンロケッツ東葛に加入。2025年5月、退団。
2025年6月、清水建設江東ブルーシャークスに加入した。